# آلفرن

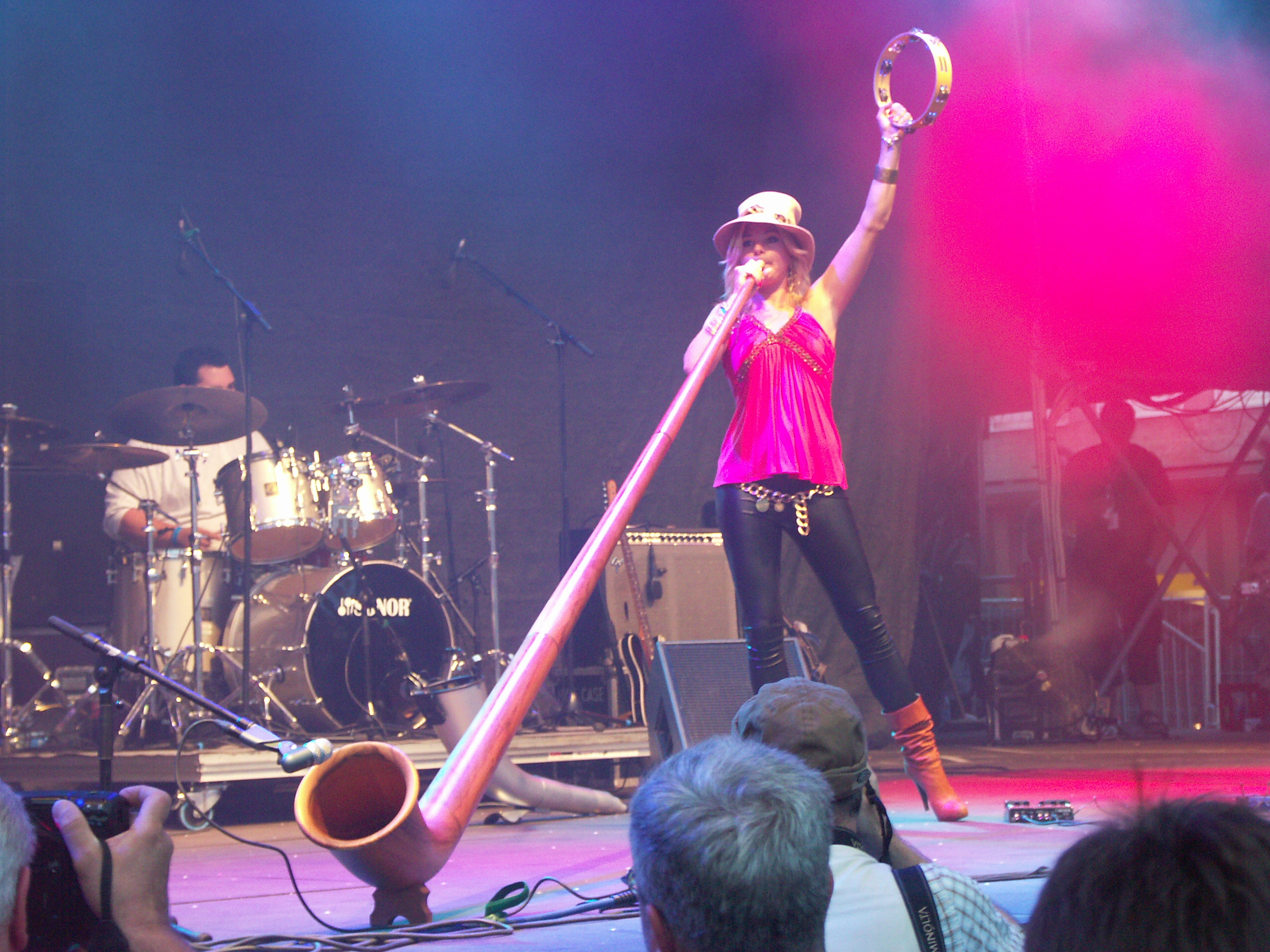
الیانا بورکی در حال نواختن آلفرن در جشنواره باردنترفن در نورنبرگ ۲۰۰۹

آلفورن (آلمانی: Alphorn, Alpenhorn; فرانسوی: cor des Alpes) یک ساز بادی سنتی لبنی است که از کوه‌های آلپ اروپا سرچشمه می‌گیرد. این ساز از یک شاخ طبیعی چوبی راست و بسیار کشیده به درازای ۳ تا ۴ متر و یک سوراخ مخروطی و یک دهانه فنجانی چوبی می‌باشد. به‌طور سنتی آلفورن با یک تکه از تنه یک کاج جوان ساخته می‌شد. آلفورن‌های امروزی بیشتر برای جابجایی آسان‌تر در سه بخش جداشدنی ساخته می‌شوند که از تکه‌های صنوبر کنده کاری شده‌اند. آلفورن به‌دست روستایی‌ها در کوه‌های آلپ، به ویژه در سوئیس به کار می‌روند. سازهای چوبی همانندی برای ارتباط در بیشتر بخش‌های کوهستانی اروپا از کوه‌های آلپ تا کارپات‌ها به کار می‌روند.